# حلوان البلد
حلوان البلد هي ضاحية من ضواحي حي حلوان القديمة تقع علي شاطئ النيل، يرجع تاريخها الي عصر من قبل الأسرات، وفي العصر الأموي نقل والي مصر عبد العزيز بن مروان مقر حكمه من الفسطاط إلى حلوان البلد، بعد إنتشار الطاعون، لتكون مقرا لحكمه.

## تاريخ
بعد إنشاء مدينة حلوان الحمامات كانت تعرف بإسم "حلوان القديمة"، حيث يرجع تاريخ الضاحية الي العصور الفرعونية ، وبالقرب من البلدة بني مقياس النيل الذي له أهمية كبيرة عند المصريين تصل لدرجة التقديس لأنه مؤشر سنوياً لحالة الإقتصاد بمصر إما الرخاء أو الفيضان أو الجفاف، كما كان يسير الموكب المقدس للعجل أبيس من ممفيس إلى مقياس النيل ثم إلى معبد برحابي.
وفي العصر الأموي نقل والي مصر عبد العزيز بن مروان مقر حكمه من الفسطاط إلى حلوان والأغلب أنه كان بحلوان البلد الحالية أو قريبا منها فعمرها وغرس بها الأشجار وبنى العديد من المساجد والمنازل ثم بنى له بيتا سماه البيت الذهي لقبته الذهبية، كما رمم مقياس النيل الفرعوني وظل العمل به حتى بني في عصر الخليفة العباسي المتوكل مقياس آخر بجزيرة الروضة مازال موجودا حتى الآن
وفي العصر الحديث فترة حكم الخديوي إسماعيل وصف "إيراسموس ولسون" حلوان البلد في كتابه مسلة كليوباترا على أنها أجمل قرية رآها بمصر حيث بساتين النخيل وأشجار الجميز والسنط والتين والبرتقال وشجر الجراد  والموز والرمان، وبهذه الأشجار عدد كبير من أعشاش الطيور وأبهره هديل الحمام المنتشر على الأغصان، كما بها عدد من البيوت الأنيقة المحاطة بأسوار عالية من الطين.

## معالم

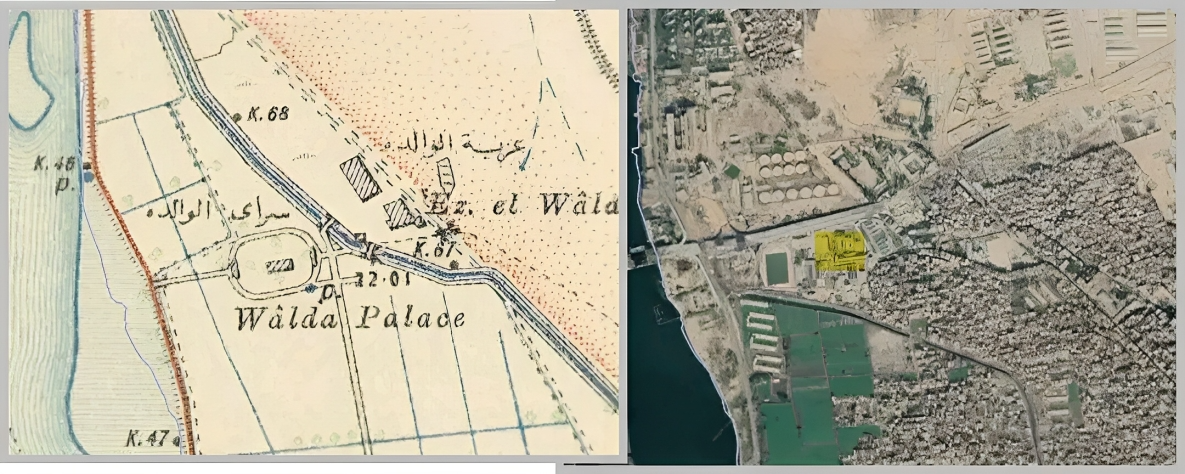
خريطة وموقع القصر من منطقة عزبة الوالدة

من أهم مناطق تقسيم حلوان البلد هي عزبة الوالدة يحدها من الجنوب عرب الوالدة ومساكن عين حلوان، ومن الشمال محطة كهربا جنوب القاهرة، ومن الشرق جامعة حلوان، ومن الغرب كورنيش النيل.
سميت بهذا الاسم لأنه في عام 1877 بنى الخديوي إسماعيل قصراً لوالدته بالعزبة سُمي على اسمها (قصر الوالدة باشا)، وقد كان هذا القصر من أعظم المباني الفخمة التي لم يبنَ مثلها، وكان يزرع به ثلاث أشجار من كل نوع من جميع أنواع أشجار الفاكهة، مهما كانت ندرتها، وهذا القصر تحطم عام 1940م . وموقعه الآن  "محطة مياه شمال حلوان".
وقد وجد بالعزبة بعض القطع الأثرية، وتم اكتشاف 10258 مقبرة كبيرة وصغيرة تخص الأمراء وكبار الموظفين وعدداً من عامة الناس ويرجع تاريخها إلى الأسرتين الأولى والثانية الفرعونيتين.

## بداية تأسيس حلوان
حلوان البلد أرض خصبة قريبة من النيل فجذبت عدد من العائلات العربية  ذوو الطبيعة البدوية التي تشتهر بالترحال الدائم للاستقرار بها والعمل في أكثر المهن إستقرارا وهى الزراعة. ولا شك أن حلوان البلد هى أساس الإسم حلوان نفسها، وعبر العصور أطلق إسمها على مدن مجاورة إلى أن أصبح إسم حلوان هذه البلدة الصغيرة يطلق على محافظة بأكملها (محافظة حلوان)، تماما كما حدث عندما أطلق إسم القاهرة تلك المدينة الفاطمية ذات المساحة الصغيرة التي تخطت الكيلومتر مربع بقليل على ثلاثة محافظات حاليا (القاهرة الكبرى).